# 向陽高等学校 (長崎県)
向陽高等学校（こうようこうとうがっこう）は、長崎県大村市西三城町にある私立高等学校。
2004年にはデザイン科に全国でも珍しいエステティックコースが開設され、2008年9月にはインドネシア政府公認のエステティックスクールと姉妹校提携を締結し、大村市内に学生の実習施設も兼ねたエステサロンをオープンさせた。

## 設置学科
- 本科
  - 普通科
  - 美容科
  - エステティック科（女子のみ）
  - 保育科
  - 福祉科
  - 調理科
  - パティシエ科
  - 看護科
- 専攻科
  - 衛生看護専攻科

## 沿革
- 1924年（大正13年）1月 - 私立大村裁縫女学校として開校。
- 1925年（大正14年）5月 - 大村女子職業学校と改称。
- 1948年（昭和23年）
  - 4月 - 新制高等学校の設置を認可され、大村女子職業高等学校（家庭課程・被服課程）と称する。
  - 10月 - 向陽高等学校に名称変更。
- 1962年（昭和37年）7月 - 商業別科を廃止し、新たに商業科（3年コース）を設置。
- 1967年（昭和42年）4月 - 衛生看護科を設置（准看護学校の指定を受ける）。
- 1969年（昭和44年）4月 - 保育科を設置。
- 1977年（昭和52年）4月 - 普通科を設置。
- 1979年（昭和54年）4月 - 衛生看護専攻科を設置。
- 1988年（昭和63年）4月 - コンピュータ・ビジネス科を設置。
- 1990年（平成2年）4月 - 国際科を設置。
- 1992年（平成4年）4月 - 被服科を服飾デザイン科と改称。普通科（特進課程）設置。
- 1993年（平成5年）4月 - 国際科が男女共学となる。
- 1997年（平成9年）4月 - 普通科（特進課程）が男女共学となる。
- 2001年（平成13年）4月 - 国際科男子募集停止。
- 2002年（平成14年）4月 - 保育科を保育コースと福祉コースに分ける。
- 2003年（平成15年）4月 - 調理科、デザイン科（美容コース、ファッション・デザインコース）を設置。服飾デザイン科をデザイン科ファッション・デザインコースに改編。を普通科にe・cコースを設置。国際科、商業科、コンピュータ・ビジネス科の募集停止。2学期制とする。
- 2004年（平成16年）
  - 4月 - デザイン科にエステコースを設置。
  - 8月 - 衛生看護専攻科、新校舎落成とともに移転。
- 2005年（平成17年）4月 - 普通科e・cコースを情報&メディアデザインコースに改編。
- 2006年（平成18年）4月 - 特進コース、橘香館の新校舎が落成。
- 2009年（平成21年）衛生看護科を看護科と改称し、5年一貫教育とする。 美容専門学校「トータルビューティーカレッジベルファム」開校。新校舎落成。
- 2013年（平成25年）3月31日 - 普通科、デザイン科を廃止。
- 2017年（平成29年）エステティック科に、エステティックコース及びブライダルコース設置。
- 2018年（平成30年）保育科・看護科 男女共学となる。
- 2024年（令和6年）度から保育科・福祉課を募集停止、普通科（入学定員40名）を新設[1][2]。

## 校訓
- 創造 明朗・積極 自主・自律

## 向陽橘香館
向陽橘香館は、普通科内に設けられた、進学を主目的とする特進コースであった。
1学年あたり30数名で2学級制をとっており、教師一人あたりの生徒数が少ない。